# Côte Sainte-Catherine (Rouen)
La côte Sainte-Catherine est une colline qui domine Rouen et la Seine, autrefois appelé Mont de Rouen. C'est depuis ce point haut que s'offre un panorama remarquable sur la métropole de Rouen.

## Formation géologique de référence
Les paléontologues Alexandre Brongniart et Georges Cuvier sont les premiers à étudier les « « terrains de craie » de la côte Sainte-Catherine », fixant ainsi la référence internationale de ce type de craie cénomanienne. Alcide Dessalines d'Orbigny mentionne la « faune de la craie de Rouen » dans sa « Paléontologie Française » entamée en 1840.

## Histoire
Autrefois parcourue par les pèlerins se rendant à la chapelle Saint-Michel, la partie de la colline où elle était située fut bientôt désignée par le même patronyme mais également sous celui de «Mont-Gargan», cette dernière désignation étant une déformation du mot «archange» (nions archangelus), qui lui est restée. 
La configuration de la colline Sainte-Catherine fut modifiée au XVIIe siècle, lorsque l'autorité municipale de Rouen décida d'établir un chemin voisin de l'église Saint-Paul. Dans l'Histoire de la ville de Rouen de François Farin († 1675) il est dit que ces travaux furent entrepris « pour aider à faire vivre de pauvres artisans et aussi de pauvres maîtres sans ouvrages, par suite de la cherté du blé, tout travail ayant cessé. Quand on fut parvenu au rocher, on y fit des sapes taillées au ciseau, on y attacha de la mine et on fit sauter la côte en différents endroits ». À cette époque, seule une chaussée étroite conduisait de la porte Martainville de la cité de Rouen à la côte Sainte-Catherine, l'espace compris entre les deux n'étant qu'un marais formé par le Robec et l'Aubette, nommé «vivier Martainville » ou encore Malam paludem signifiant mauvais marais. 
Au XIXe siècle, la côte fut encore entaillée pour le passage de la route de Paris, le percement de la rue Henri-Rivière et, du côté du mont Gargan, d'une carrière. Ces différents travaux ont modifié l'aspect primitif de la colline Sainte-Catherine et diminué ses proportions.
La ligne ferroviaire de Paris à Rouen, dans son tracé définitif, implique enfin le percement d'un tunnel (achevé en 1843) et son élargissement en 1955.

## Accès
Le belvédère de la côte Sainte-Catherine est accessible par la route de la Corniche (D95) ainsi que par un sentier en escalier de 525 marches partant de la rue Henri-Rivière, à côté de l’entrée du cimetière du Mont-Gargan, et dont le tracé remonte à 1310.

## Activités
Une course de 10 et 20 km y fut organisée en 2018 par  l’association de course à pied Traverse aventure. 
En parallèle, vingt coureurs ont réalisé une Ultra montée de 50 allers-retours du sentier en escalier, soit 5 000 mètres de dénivelé positif. Le premier, Xavier Marchand, a conclu sa course en 8 heures et 30 minutes.

## Représentation artistique
Claude Monet s'est servi de ce lieu pour illustrer la ville de Rouen dans sa Vue générale de Rouen en 1892.

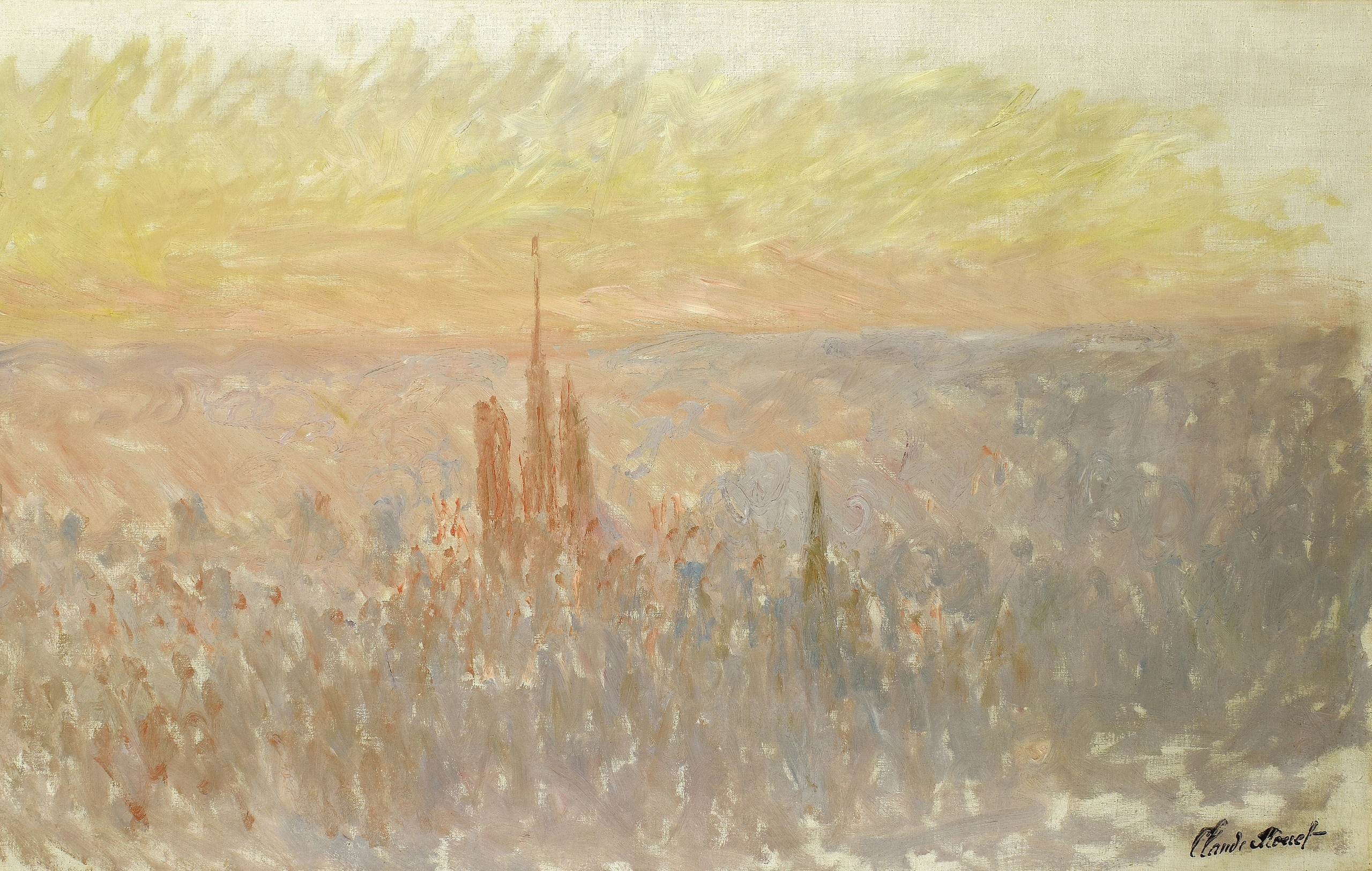
Claude Monet, Vue générale de Rouen, 1892. i. Huile sur toile • 65 × 100 cm • Coll. Musée des Beaux-Arts, Rouen

## Protections

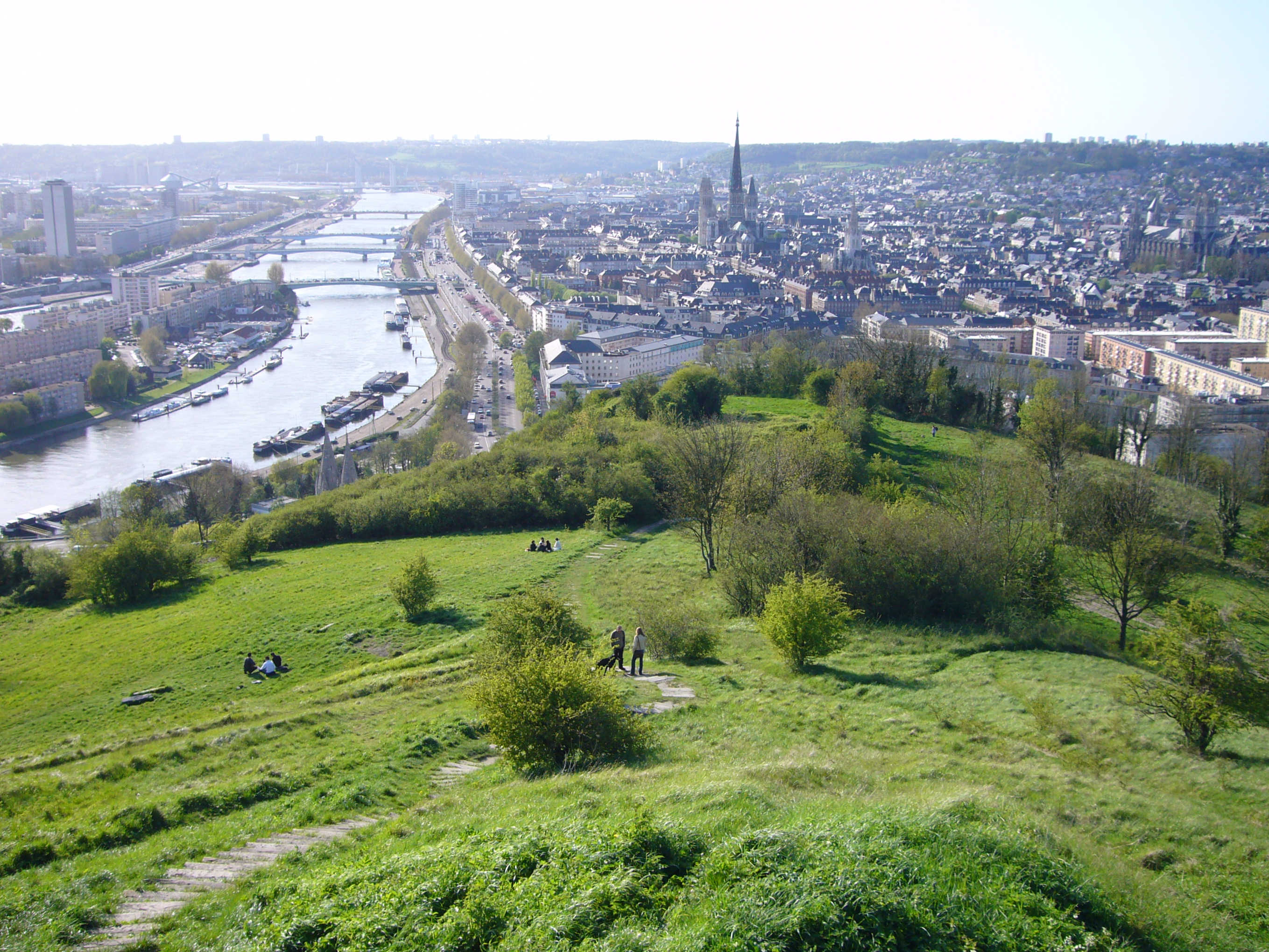
Panorama sur Rouen depuis la côte Sainte-Catherine.

La côte Sainte-Catherine est un site naturel classé depuis 2002 de 32,71 ha.
La colline est classée au titre des ZNIEFF.

## Lieux et monuments
- Prieuré Saint-Michel[10], dépendant de l'abbaye Saint-Ouen de Rouen ;
- Abbaye de la Trinité-du-Mont, devenue ensuite abbaye Sainte-Catherine du Mont ;
- Fort Sainte-Catherine